# San Isidro Labrador (El Salvador)
San Isidro Labrador es un distrito del municipio de Chalatenango Sur del departamento de Chalatenango, El Salvador. Según el censo oficial de 2024, tiene una población de 586 habitantes.
| Censo | Población | Cambio | Porcentaje |
| ----- | --------- | ------ | ---------- |
| 2007  | 2 592     | N/D    | N/D        |
| 2024  | 586       | -2 006 | -77.4%     |

## Historia
El poblado es de origen precolombino lenca, y su nombre primitivo era Guancora. Antonio Gutiérrez y Ulloa estableció en informe del año 1807 que era aldea de ladinos, en la que se cultivaba añil. El 4 de septiembre de 1832 fue erigido como pueblo. Formó parte del departamento de San Salvador (1824-1835), Cuscatlán (1835-1855), y desde 1855 se encuentra en la jurisdicción de Chalatenango. A partir del 22 de febrero de 1884, cambió su nombre de Guancora a San Isidro Labrador. Para el año 1890 tenía una población de 1.260 habitantes.

## Información general
El distrito tiene un área de 28,2 km², y la cabecera una altitud de 270 m s. n. m. El topónimo Lenca salvadoreño Guancora significa "Ciudad en el río". Las fiestas patronales se celebran en el mes de mayo en honor a San Isidro Labrador.

## Política
El último alcalde del distrito de San Isidro Labrador fue Yovany López, quien gobernó entre 2018-2024 y miembro del Frente Farabundo Martí para la Liberación Nacional. El distrito es conocido por ser uno de los bastiones del partido izquierdista FMLN, desde 1997 todas las elecciones han sido ganadas por este partido izquierdista. Esto a pesar de la dominación del partido Nuevas Ideas en recientes elecciones a nivel nacional.  
Antes de él, el alcalde fue Don Antonio Serrano, también miembro del Frente Farabundo Martí para la Liberación Nacional. Por lo que el distrito tiene una larga historia de votar por la izquierda. Actualmente, el distrito es parte del municipio de Chalatenango Sur, que es gobernado por Milton Serrano, del Partido de Concertación Nacional quien ganó en el municipio de Chalatenango Sur con 46% del voto, pero perdió en el distrito de San Isidro Labrador, ya que el FMLN se llevó más del 66% de los votos del distrito. 

### Resultados municipales
|  | 41.54 % |

|  | 31.79 % |

|  | 42.54 % |

|  | 34.21 % |

|  | 43.41 % |

|  | 29.94 % |

|  | 51.06 % |

|  | 46.83 % |

|  | 77.04 % |

|  | 22.18 % |

|  | 87.40 % |

|  | 12.20 % |

|  | 71.34 % |

|  | 22.12 % |

|  | 75.30 % |

|  | 18.15 % |

|  | 70.39 % |

|  | 29.61 % |

|  | 63.74 % |

|  | 20.62 % |

|  | 66.67 % |

|  | 20.40 % |

### Resultados presidenciales
|  | 42.93 % |

|  | 29.84 % |

|  | 59.55 % |

|  | 40.45 % |

|  | 70.97 % |

|  | 21.51 % |

|  | 82.33 % |

|  | 13.02 % |

|  | 89.43 % |

|  | 10.57 % |

|  | 86.34 % |

|  | 9.01 % |

|  | 88.12 % |

|  | 11.88 % |

|  | 72.49 % |

|  | 24.34 % |

|  | 49.86 % |

|  | 49.86 % |